# خفض الضجيج

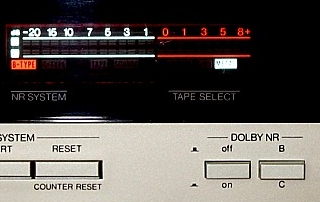
اللوحة الأمامية لجهاز تسجيل بالشريط المغناطيسي، ويرى فيها إلى اليمين مفتاح لتشغيل خافض الضجيج بنوعين Dolby B وDolby C (من عام 1986).

خفض الضجيج أو خفض الضوضاء (بالإنجليزية: Noise reduction)‏ هي وسيلة في الإلكترونيات التناظرية لخفض ضجيج مصاحب لإشارات الاتصال أو تخزين الحديث أو الموسيقى على شرائط مغناطيسية. ويميز هنا بين نوعين من الوسائل: وسائل ديناميكية (تتغير مع الزمن) ووسائل ساكنة. ففي التقنية الرقمية مثلما في قرص مضغوط عليه أصوات أو موسيقى أو في تخزين الموسيقى طبقا لنظام MP3 فهذه تكون خالية من الضجيج نظرا لطريقة تخزينها الرقمي، حيث يتم تخزينها بـ 0 أو 1. أما مجال خفض الضجيج فهو خاص بالنظام التناظري حيث يكون تسجيل الصوت والموسيقى على أسطوانات الأغاني أو الشرائط المغناطيسية أو الكاسيت. وتكثر تقنية خفض الضجيج في مجالات الإذاعة والتلفزيون وفي الاتصالات اللاسلكية التي لا تزال تستخدم النظام التناظري في نقل الإشارات.

## أسباب الضجيج
في الدوائر الإلكترونية وأجهزة التسجيل يحدث ضجيج بسبب حركات عشوائية لبعض الإلكترونات بسبب الحرارة. تلك الحركات العشوائية للإلكترونات تتسبب في تغييرات في الجهود الكهربائية للمخرج فينشأ الضجيج.
في حالة الفيلم الفوتوغرافي والشريط المغناطيسي للتسجيل يحدث ضجيجا فيهما سواء كان ضجيجا صوتيا أو ضجيجا «ضوئيا» وهذ بسبب الحبيبات الحساسة التي تقوم بالتسجيل. في فيلم الصور يزداد حساسية الحبيبة للضوء كلما زاد حجمها (إذ يزداد احتمال إصابتها بشعاع ضوء). وفي الشريط المغناطيسي فالحبيبات التي تقوم بتسجيل الصوت تكون من مادة مغناطيسية مثل أكسيد الحديد أو ماغنتيت، وكلما زادت أحجام الحبيبات زاد الضجيج.
وبغرض تفادي حدودث ضجيج كبير فنلجأ إلى استخدام مساحة كبيرة من الفيلم أو من شريط التسجيل.

## الاتصالات الصوتية

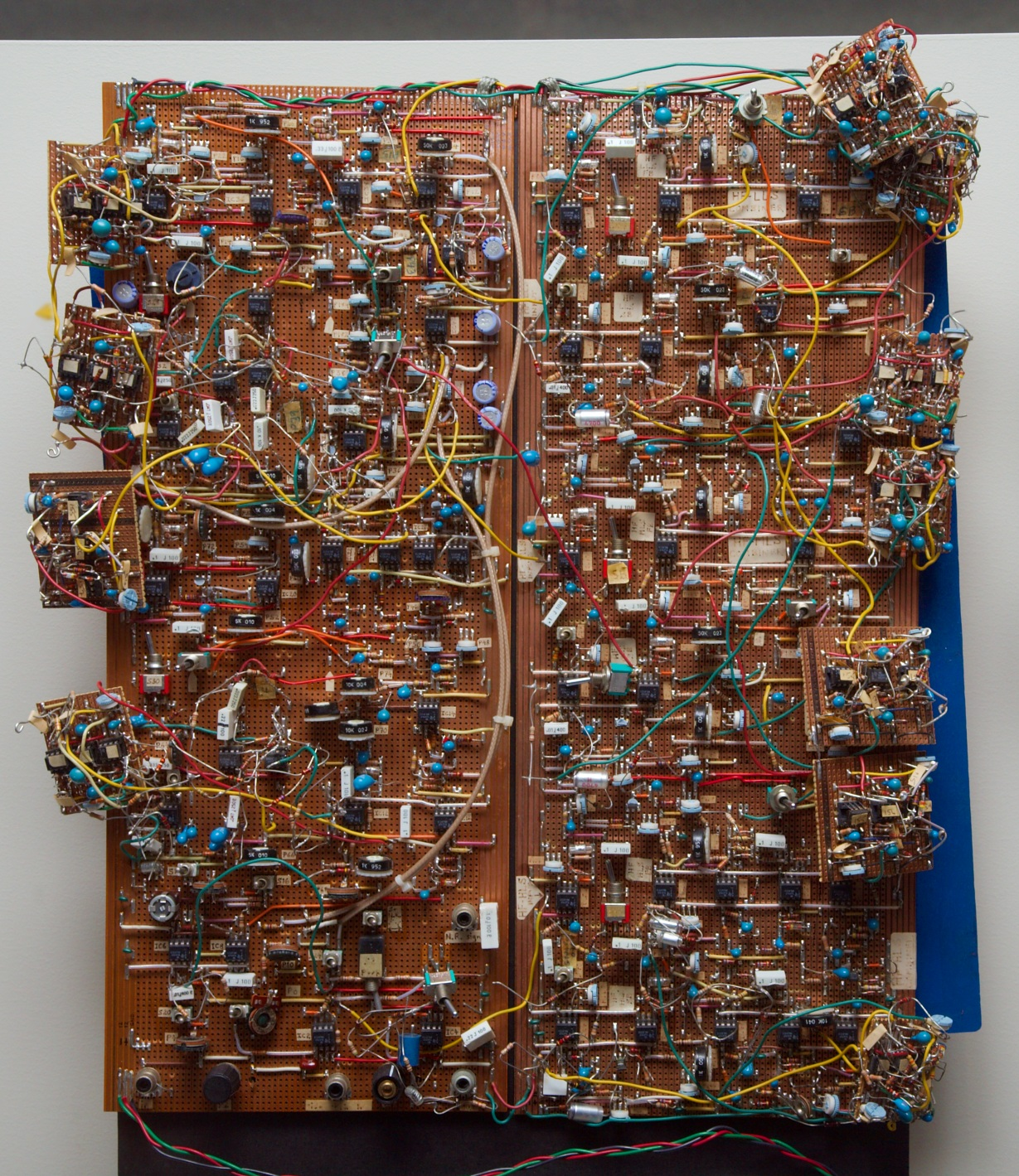
جهاز إلكتروني Dolby-SR لخفض الضجيج.

عندما يكون استقبال الاتصالات الصوتية (سلكية أو لاسلكية) ضعيفا يظهر الضجيج واضحا، لهذا فتزود أجهزة الاستقبال بدائرة إلكترونية خاصة لخفض الضجيج، وهذه تعمل على «كتم» أو «تهدئة» صوت الضجيج عندما تقل الإشارة المستقلبة في الهوائي عن حد معين.
أصبح من المعتاد تزويد أجهزة الراديو وأجهزة الاتصالات بدوائر خفض الضجيج.

## تحليل فورييه، والترشيح
طريقة هامة لخفض الضجيج هي تطبيق تحليل فورييه للإشارات المتراكبة مع تمريرها بمرشح للتردد مفصّل لها ثم إعادة تراكبها عن طريق تحويل فورييه. تستخدم الطريقة تحليلا رياضيا ولكن أمكن بواسطة برمجة دوائر إلكترونية لوجيستية التوصل إلى خفض ضجيج أجهزة إلكترونية. ويتم ذلك بواسطة حواسيب رقمية تستطيع أداء ما يسمى تحويل فورييه السريع FFT.
عند استخدام تحليل فورييه تعين جميع التردادت ومطالاتها وأطوارها. يمكن التفريق بين الإشارات المرغوبة وإشارات الضجيج عن طريق معرفة نطاقات أطياف تردداتها. ومن المستحسن معرفة ترددات الضجيج أولا في غياب الإشارات المرغوبة. حينئذ يمكن التأكد من طيف الضجيج (مجموعة ترددات الضجيج، شكلها، وتتابعها، وشدة كل منها). وبهذه الطريقة يمكن بعد ذلك فصل طيف ترددات الضجيج من الإشارات المرغوبة.
في المثال العملي التالي سنوضح حالة إشارة مرغوبة «مشوشرة» مما يمكن حدوثها في تقنية الأجهزة الصوتية:
| التغير الزمني للإشارة                                   |  |
|                                                         |  |
| تحويل للإشارة من تغير زمني إلى تغير ترددي               |  |
|                                                         |  |
| ← ترشيح →                                               |  |
|                                                         |  |
| إعادة تحويل الإشارة المرشحة من تغير ترددي إلى تغير زمني |  |
|                                                         |  |

توضيح تحليل فورييه وإعادة تركيبه بالرسومات المتحركة:

تحويل فورييه من مسار زمني (أحمر)، إلى مسار ترددي (أزرق). تراكب الترددات (الإشارات) التي يمكن أن يكون منها ترددات ضجيج.

## اقرأ أيضا
- مرشح الترددات العالية
- تداخل الصوت
- مرشح إيقاف النطاق
- مرشح الترددات المنخفضة
- دولبي ديجيتال